# Josef Neven DuMont

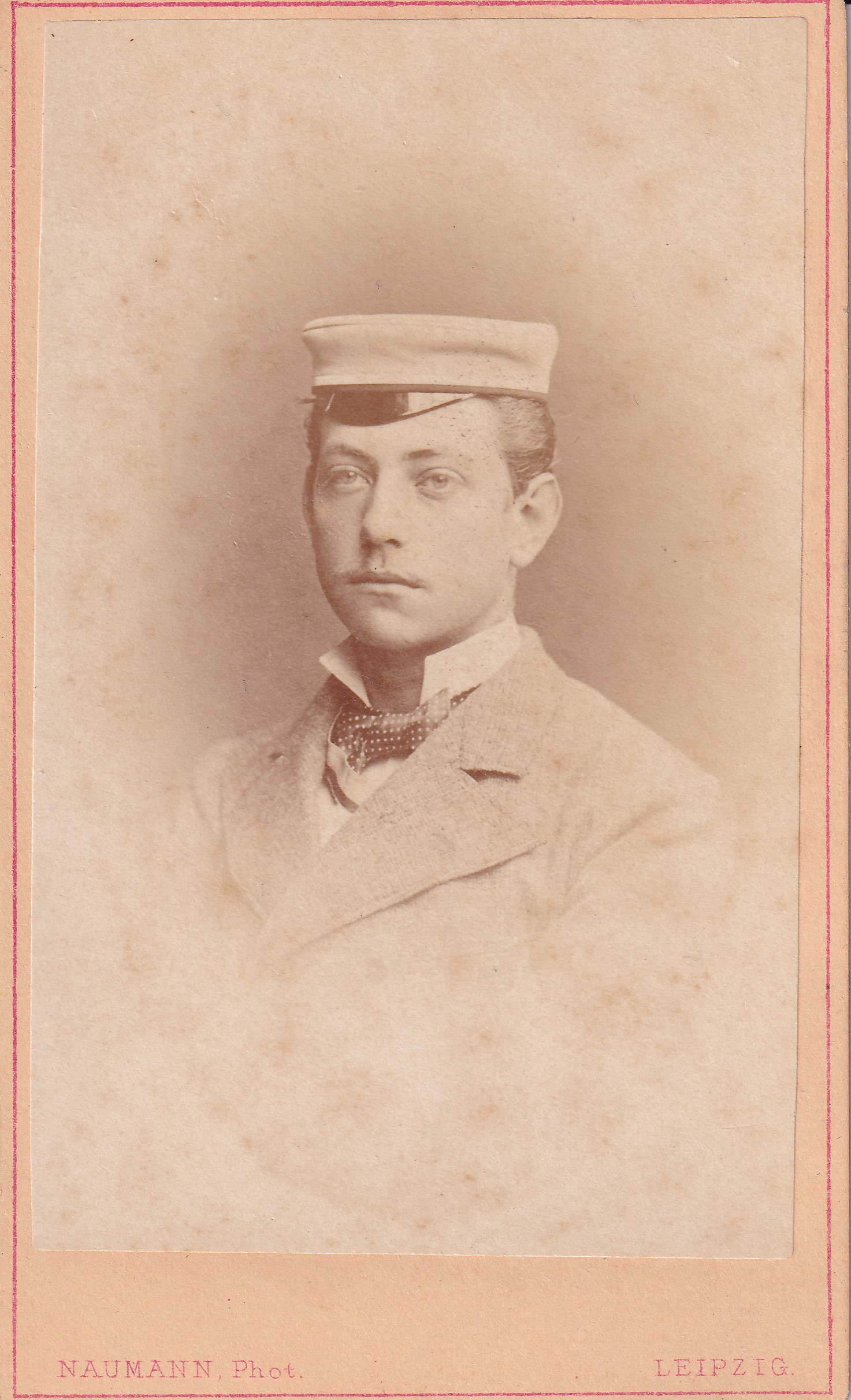
Josef Neven als Straßburger Rhenane, 1878

Josef August Hubert Neven DuMont (* 13. August 1857 in Köln; † 31. Oktober 1915 in Köln-Marienburg) war ein deutscher Jurist, Abgeordneter des Provinziallandtags der Rheinprovinz, Verleger und Vorsitzender der Industrie- und Handelskammer zu Köln.

## Leben

### Herkunft und Werdegang
Der Katholik Josef Neven wurde als Sohn des Kaufmannes in Bergwerkserzeugnissen, August Libert Neven (* 13. August 1832 in Köln; † 7. September 1896 in Hohwald (Le Hohwald)/Elsass):392f und Christina Henriette Maria DuMont (* 31. Januar 1836 in Köln; † 20. Februar 1909 ebenda) in der Röhrergasse 23, in unmittelbarer Nachbarschaft zu dem Appellationsgerichtshof geboren. Nach dem Besuch von Gymnasien in Köln und Saargemünd begann er an der Kaiser-Wilhelms-Universität Rechtswissenschaft zu studieren. Er wurde 1877 Mitglied des Corps Rhenania Straßburg und gehörte 1878 zu den Stiftern des Corps Suevia Straßburg. Als Inaktiver wechselte er an die Universität Leipzig und die Friedrich-Wilhelms-Universität zu Berlin. Kurz nach seiner Promotion zum Dr. iur. an der Universität Jena (1880) legte er in Berlin das Referendarexamen ab. Er wurde im Anschluss am Kammergericht zugelassen. In Straßburg diente er als Einjährig-Freiwilliger bei den Ulanen. In Straßburg lernte er seine spätere Ehefrau Anna Mahler kennen.
Mit dem Tod seines Onkels Ludwig DuMont (Oktober 1880), der bis dahin als Verleger die Zeitung geleitet hatte, übernahm der Vater August Neven DuMont die alleinige Führung des Hauses M. DuMont Schauberg.:393 Zugleich verließ Josef Neven den Preußischen Justizdienst, kehrte nach Köln zurück und widmete sich unter Anleitung seines Vaters und älterer Mitarbeiter der Zeitungsherstellung. Nach dem Tod des Vaters führte er das Verlagshaus der Kölnischen Zeitung gemeinsam mit seinem jüngeren Bruder Alfred Neven DuMont weiter.

### Familie

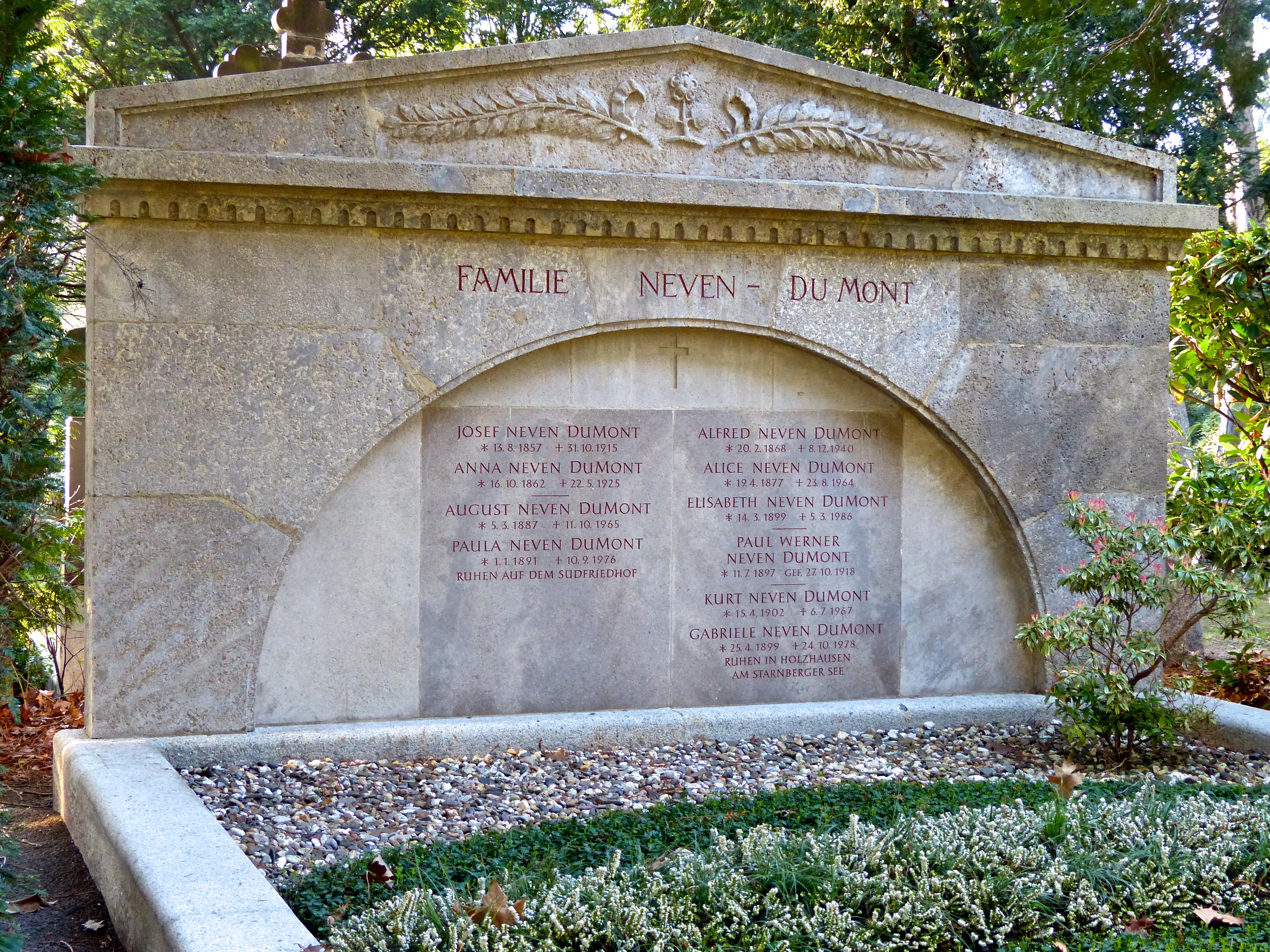
Grab der Familie Neven DuMont auf dem Kölner Friedhof Melaten

Josef Neven, dem 1882 gestattet wurde, zu seinem Geburts- noch den Familiennamen DuMont anzunehmen und zu führen, heiratete 1883 in Baden-Baden Anna Mahler (* 16. Oktober 1862 in London; † 22. Mai in 1925 Köln-Bayenthal im Krankenhaus). Ihr Sohn August Neven DuMont (Verleger, 1887) folgte seinem Vater in der Verlagsleitung. Nach einem Entwurf des Architekten Paul Pott (1912) ließ sich Josef Neven DuMont in den Jahren 1913 und 1914 in der Kölner Gartenvorstadt Marienburg, Parkstraße 5, eine Villa im »Queen Elisabeth Style« errichten, deren Fertigstellung er nur um ein Jahr überlebte. Er starb am 31. Oktober 1915 in Marienburg an den Folgen eines Wagenunfalls, zuvor war er am 20. Oktober 1915 auf dem Weg zu seinem Verlagshaus in der Breite Straße 76/78 verunglückt. Beigesetzt wurde er im Familiengrab auf dem Kölner Friedhof Melaten (Flur 63a).

### Politische Betätigung
Als Angehöriger der Nationalliberalen Partei gehörte Neven DuMont deren Vorstand in der Rheinprovinz als Geschäftsführer und Schatzmeister an, sowie als Delegierter dem Zentralverband in Berlin. Von 1892 bis zu seinem Tod war er als Vertreter der I. Wählerklasse Stadtverordneter in Köln, zugleich ab 1907 Fraktionsgeschäftsführer und ab 1912 stellvertretender Vorsitzender. Mitglied des Provinziallandtages war er von 1900 bis 1912. Während er 1906 auch mit den Stimmen der Zentrumspartei zum Provinziallandtagsabgeordneten gewählt wurde, verweigerte ihm die Zentrumsfraktion im Kölner Rathaus im April 1912 die Wiederwahl. Im nationalliberalen Lager wurde die Nichtwiederwahl Neven DuMonts als Rache der Zentrumspartei für die Nichtwiederwahl Karl Trimborns bei der Reichstagswahl 1912 gedeutet. Kurz vor seinem Tod war Neven DuMont wieder in den Landtag gewählt worden, doch hatte die Legislaturperiode noch nicht begonnen. Als Stadtratsmitglied war Josef Neven DuMont auch Vorsitzender der „Stadtcölnischen Versicherungskasse gegen Arbeits- und Sittelosigkeit“. Neven DuMont unterstützte den außenpolitischen Kurs der Regierung, zu der er engen Kontakt hielt.

### Mitgliedschaften und soziale Engagements
Josef Neven DuMont nahm in vielerlei Hinsicht aktiv Teil an der Entwicklung seiner Heimatstadt. Als langjähriges Mitglied der Kölner Handelskammer war er einer der Förderer des schließlich 1906 errichteten Rheinisch-Westfälischen Wirtschaftsarchivs, dessen Archivgebäude er mit einer Stiftung unterstützte. Von 1909 bis 1915 stand er der Handelskammer als ihr Präsident vor. Damit verbunden war seine Mitgliedschaft im „Bleibenden Ausschuss“ des Deutschen Handelstages, dem er seit dem 8. November 1909 angehörte. Über den „Sonderausschuß für den Verkehr“ führte er seit dem 20. Februar 1913 den Vorsitz. Darüber hinaus war Neven DuMont auch Vorsitzender des „Vereins zur Veranstaltung von Festspielen“ in Köln, Ehrenvorsitzender der Ortsgruppe Köln der „Deutschen Gesellschaft für Kaufmann-Erholungsheime“, Vorstandsmitglied des Zweigverbandes des „Hansabundes für Gewerbe, Handel und Industrie“ und Vorstandsmitglied im „Verein Deutscher Zeitungsverleger“. Als Stifter trat er ferner zu Gunsten des „Vereins für Ferienkolonien“ (1910) und zugunsten des „Vereins für Kinderhorte“ auf.

## Auszeichnungen
- Charakterisierung als Kommerzienrat (zwischen 1899[15] und 1904[16])
- Charakterisierung als Geheimer Kommerzienrat (zwischen 1904[16] und 1913[17])
- Roter Adler-Orden IV. Klasse (zwischen 1904[16] und 1913[17])
- Preußisches Kommandeur-Kreuz I. Klasse (zwischen 1904[16] und 1913[17])
- Ehrenmitglied des Corps Rhenania Straßburg[18]